# Agrostis reuteri subsp. botelhoi
Agrostis reuteri subsp. botelhoi é uma subespécie de planta com flor pertencente à família Poaceae. 
A autoridade científica da subespécie é Rocha Afonso & Franco, tendo sido publicada em Silva Lusitana 5(1): 141 (1997).

## Portugal
Trata-se de uma subespécie presente no território português, nomeadamente no Arquipélago dos Açores.
Em termos de naturalidade é endémica da região atrás referida.

## Protecção
Não se encontra protegida por legislação portuguesa ou da Comunidade Europeia.